# Riserva naturale dell'Olëkma
La riserva naturale dell'Olëkma (in russo Государственный природный заповедник «Олёкминский», Gosudarstvennyj prirodnyj zapovednik «Olëkminskij») è un'area protetta situata nell'Olëkminskij ulus della Repubblica di Sacha (Jacuzia) in Russia. Scopo principale della sua istituzione è proteggere le foreste di taiga di montagna caratteristiche della Jacuzia meridionale.

## Descrizione

### Geografia
La riserva naturale si trova a sud del medio corso della Lena, sulla riva destra di un suo affluente, l'Olëkma, presso il punto di congiunzione tra l'altopiano dell'Aldan e l'altopiano della Lena. Copre una superficie di 8471 km², ai quali vanno aggiunte anche due zone cuscinetto della superficie complessiva di 776 km². L'area è rimasta pressoché incontaminata: Kudu-Kjujol, l'insediamento più vicino, sorge a 80 km dal confine della riserva.
Dalle rive dell'Olëkma il terreno sale, verso est, fino a circa 1200 m. All'interno della riserva si trovano le sorgenti dell'Amga, un affluente dell'Aldan, e della Tuolba, che confluisce nella Lena.

### Clima
La riserva dell'Olëkma si trova nella zona della Siberia ricoperta da uno strato di permafrost. Il clima è continentale. A gennaio le temperature scendono al di sotto dei –30 °C, con minime che possono toccare i –60 °C; in estate, invece, le temperature massime possono toccare i 40 °C. Da metà novembre a fine maggio il terreno è ricoperto da uno spesso manto nevoso. In estate lo strato di permafrost si scioglie fino a una profondità di 1,50 m sui pendii esposti a sud, ma solo fino a 40 cm nei luoghi ombreggiati.

### Flora
L'area è coperta per il 96% da foreste. Il resto è costituito da paludi e fiumi. Le specie arboree più importanti sono il larice daurico e la betulla bianca. Vi sono anche foreste di conifere di abete rosso siberiano, pino silvestre e pino siberiano, che raggiungono qui il limite nord-orientale del loro areale. Nelle valli fluviali crescono le betulle nane. Piante particolarmente meritevoli di protezione sono le orchidee come il Cypripedium macranthos e la scarpetta di Venere, nonché l'orchide militare.

### Fauna
La riserva dell'Olëkma ospita 40 specie di mammiferi tipici della taiga siberiana. Degni di nota sono l'alce, il wapiti, la renna e il mosco siberiano tra gli artiodattili, il lupo, la volpe rossa, la lince euroasiatica, il ghiottone e l'orso bruno tra i carnivori, ma si incontrano anche la lepre variabile, il pika siberiano, la lontra, lo zibellino, il visone americano e altre tre specie di mustelidi, tre specie di pipistrelli, 12 specie di roditori e 8 specie di insettivori.
Gli uccelli sono rappresentati da 173 specie. Comuni sono il francolino di monte, l'allocco di Lapponia, l'ulula, la poiana calzata, il picchio nero e il picchio tridattilo. Vi sono anche popolazioni più numerose di gallo cedrone orientale, calliope siberiana, pigliamosche siberiano, tordo siberiano e moretta arlecchino. Alcune delle specie qui presenti figurano sulla Lista rossa delle specie minacciate della Russia, come l'aquila reale, l'aquila di mare codabianca, la cicogna nera e la gru cenerina.
Anfibi e rettili sono presenti nel santuario con solo cinque specie, la rana dell'Amur, la rana arvale, la salamandra siberiana, la lucertola vivipara e il marasso. Nei fiumi vivono 23 specie di pesci, principalmente cipriniformi e salmonidi.

### Petroglifi
Sulla riva destra dell'Olëkma, dove confluisce in essa il fiume Krestjach, si trovano delle incisioni rupestri risalenti al Neolitico e all'Età del Bronzo. Su una roccia alta 30-35 metri sono stati identificati 134 disegni suddivisi in undici aree. Essi raffigurano alci, cervi e figure zoomorfe, antropomorfe e geometriche dipinte con ocra gialla e rossa.

## Storia
L'istituzione di una riserva naturale sull'Olëkma venne presa in considerazione già nel 1950. Tuttavia, la zapovednik «Olëkminskij» venne creata solamente nel 1984 per decisione del Consiglio dei ministri della Repubblica Socialista Federativa Sovietica Russa. Nello stesso anno, il Consiglio dei ministri della Repubblica Socialista Sovietica Autonoma Jakuta, con una decisione del 26 luglio 1984, ordinò l'istituzione di una zona cuscinetto larga due chilometri sulla riva sinistra dell'Olëkma. Con un decreto dell'assemblea dell'Olëkminskij ulus della Repubblica di Sacha del 2001, venne creata una seconda zona cuscinetto con un'area di 49,6 km².
Nel 1995 all'interno dell'area protetta è stata fondata un'associazione di educazione ambientale, destinata all'educazione e alla consapevolezza ecologica della popolazione locale.